# Verter Recycling
Verter Recycling 2002 S.L. es una empresa de gestión de residuos industriales ubicada en el municipio vizcaíno de Zaldívar en el País Vasco, España. Tiene como objetivo social la construcción, explotación y comercializacion de vertederos de tierras, escombros y vertidos inertes o inertizados, así como su reciclaje y su actividad se centra en el tratamiento y eliminación de residuos no peligrosos según el protocolo de actividad CNAE 3821. Su sede social se encuentra en el caserío Kondia en el barrio de Eitzaga de Zaldívar, al lado del terreno que usa como vertedero.  El  29 de septiembre de 2021 el Registro Mercantil de Vizcaya publicó la disolución de la empresa y la entrada en liquidación de la misma. En ese momento es director de la sociedad Arrate Bilbao Barinaga que junto a Elena Susaeta Barinaga, ambas sobrinas de José Ignacio Barinaga fundador de la misma.
El 6 de febrero de 2020 se produjo un deslizamiento del vertido que se precipitó sobre la autopista AP-8 y la carretera nacional N-634 cortando ambas, arrastrando a dos trabajadores cuyos cuerpos desaparecieron entre los residuos y provocando una grave crisis ambiental en las poblaciones de Éibar y Ermua cuyos núcleos urbanos distan pocos metros del depósito. El barrio de San Lorenzo/Sallabente de Ermua y su continuidad en terrenos de Zaldivar, es uno de los puntos con mayor densidad de población del País Vasco y en su vecindad, ya en Éibar, se encuentra el barrio de Amaña, también densamente poblado y el Complejo Educativo, antigua Universidad Laboral, que es sede de la Escuela Universitaria de Ingeniería Técnica Industrial de Éibar, un instituto de enseñanza media y de un colegio mayor.

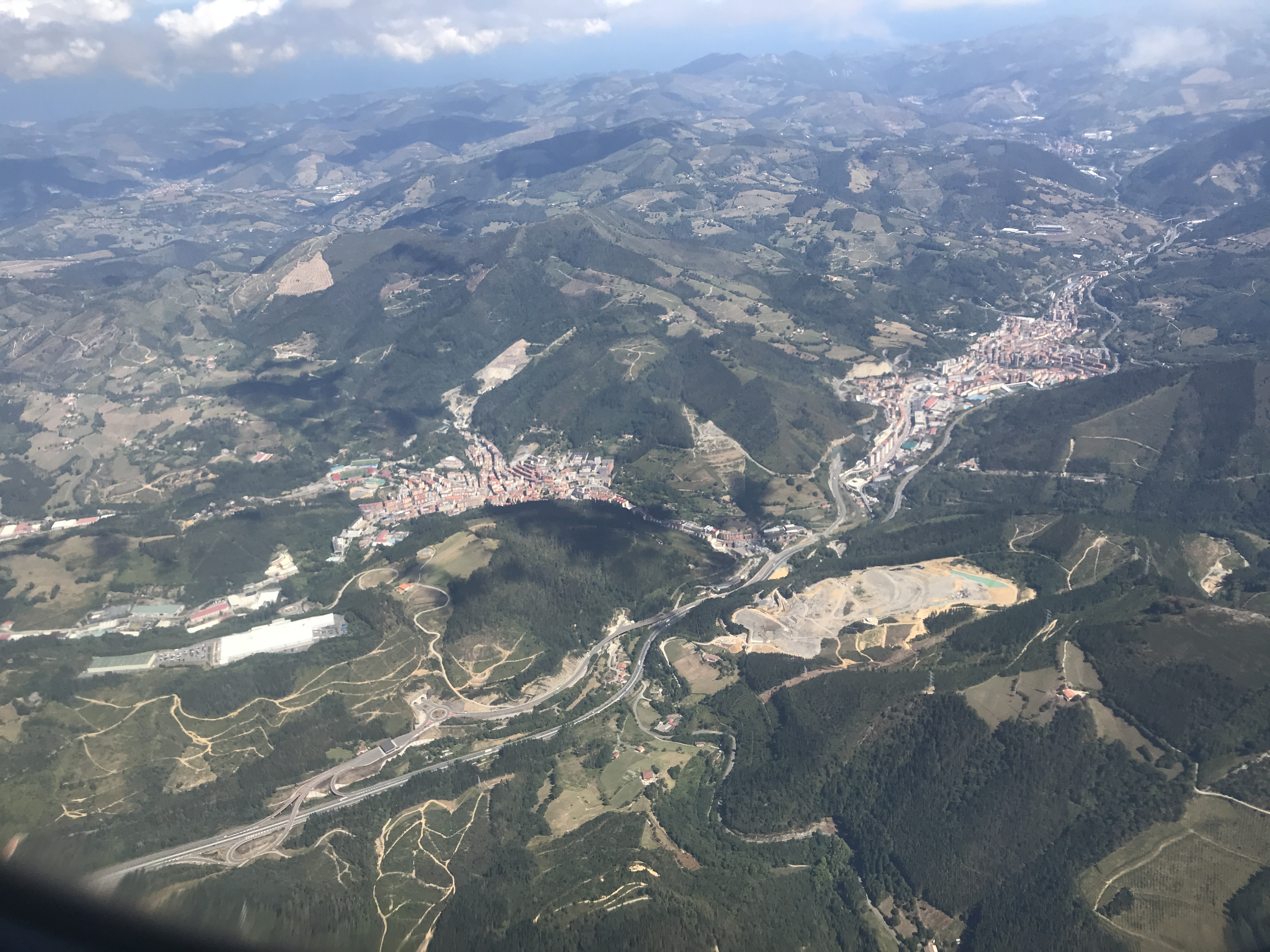
Vista aérea de la zona, a la izquierda el núcleo urbano de Ermua, a la derecha el núcleo urbano de Éibar, en primer plano el área del vertedero (fotografía realizada el 2 de septiembre de 2020).

## Historia

### Antes de la fundación de la empresa
En 1993 José Luis Azpiri Lejardi comenzó las gestiones para abrir un vertedero en el barrio zaldiviarra de Eitzaga pero ante las protestas y el rechazo de la ciudadanía el ayuntamiento de zaldívar le negó el permiso. Dos años después, en 1995, se vuelve a plantear y se abre un debate sobre los vertederos que se  resolvería en 1996.
En la sesión plenaria del ayuntamiento de Zaldívar del 25 de abril de 1996 el representante de Herri Batasuna (HB), Gaizka Zabarte, denuncia que la oposición no tenía información sobre la apertura que un vertedero privado en el municipio, tema que aparecía recogido en el acta de la Comisión de Gobierno y del cual no se había informado a los demás partidos. En aquel periodo el ayuntamiento de Zaldívar estaba gobernado por el Partido Nacionalista Vasco (PNV) con apoyo del Partido Socialista de Euskadi (PSE-EE) y en Zaldívar había dos vertederos abiertos.  En una consulta efectuada al Departamento de Medio Ambiente del Gobierno Vasco por la oposición municipal, se enteraron de que la iniciativa de construcción del nuevo vertedero partía del gobierno municipal y que la última palabra sobre su apertura la tenía el mismo y les dijeron que el Plan de Gestión de Residuos Inertes del Gobierno Vasco de 1994 declaró que se satisfacían las necesidades en Duranguesado y Debabarrena: "No se necesitan más vertederos en los próximos 20 años"
El ayuntamiento de Zaldívar, como resultado de las elecciones municipales de mayo de 1995,  estaba compuesto por 4 concejales del PNV,  3 del Grupo Independiente (un movimiento político próximo al Partido Popular), 2 de HB, 1 del PSE-EE y 1 de Eusko Alkartasuna (EA), ostentado la alcaldía Blanca Onaindia, del PNV con el apoyo de PSE-*EE. En el pleno celebrado el 23 de mayo de 1996 se trata el tema del vertedero el cual es rechazado con los votos de Herri Batasuna, Grupo Independiente y el concejal del PNV, Pedro Bildosola, que residía en el barrio de Eitzaga, lugar en el que se planteaba ubicar la instalación, que rompió la disciplina de voto impuesta por el PNV, impidiendo así la construcción de ese vertedero y de cualquier otro que se quisiera abrir en el futuro. El 30 de enero de 1997 en una nueva sesión plenaria se reafirma la prohibición. El 11 de diciembre de 1997 el gobierno municipal revoca el la prohibición, esta vez con el voto a favor de Bildosola.
El 30 de abril de 1998 Herri Batasuna plantea mediante moción la celebración de un referéndum para que los vecinos de los barrios de Eitzaga, Sallabente y Olarreaga, donde se tenía la previsión de ubicar alguna instalación de este tipo decidan sobre su instalación. La moción se aprueba por unanimidad pero nunca se llevó a realizar.  El 30 de julio se afirma que se instalará el vertedero aunque sigue vigente la prohibición.
Las elecciones municipales del 13 de junio de 1999 el PNV junto a EA obtienen 5 concejales; Euskal Herritarrok (EH), nueva denominación de Herri Batasuna, 3; el PSE-EE, 2 y el Grupo Independiente, 1. El gobierno municipal se lo encabeza Igor Barrenetxea-Arando del PNV.  El planteamiento a favor de abrir un nuevo vertedero en Eitza se mantiene por parte del PNV. El 28 de noviembre de 2002 se aprueba una modificación en la Normas Subsidiarias que regulan el uso de vertederos, vertederos y adaptaciones de terrenos permitiendo el establecimiento de empresas de ese tipo en Eitzaga. La moción de modificación de las Normas Subsidiarias se aprueba con lo votos a favor del PNV/EA, PSE-EE y del Grupo Independiente. En el transcurso de la discusión se abre un debate entre el portavoz del Grupo de Gobierno y el de oposición donde se manifiesta que el control posterior de los vertederos corresponde la Gobierno Vasco y que ya hay precedentes de ilegalidades en uno de los otros vertederos con que cuenta el municipio. En la sesión ordinaria del ayuntamiento de Zaldívar del  27 de marzo de 2003 queda definitivamente aprobada la enmienda a las Normas Subsidiaria abriéndose el camino a la instalación de un vertedero en el barrio de Eitzaga.

### Fundación
El 10 de mayo de 2002 José Ignacio Barinaga Eguía funda la empresa Verter Recycling 2002 S.L.  con el objetivo de la construcción, explotación y comercializacion de vertederos de tierras, escombros y vertidos inertes o inertizados, así como su reciclaje con la intención de utilizar los terrenos del caserío Kondia de Eitzaga que pertenecía a su familia y donde ubica el domicilio social. Junto a José Ignacio Barinaga participa en el accionariado su sobrina Elena Susaeta Barinaga y posteriormente Pedro María Bergaretxe Agirrebeña y José Manuel Navarro Murga. José Ignacio Barinaga dirigió la empresa hasta el año 2011 cuando fue sustituido por Arrate Bilbao Barinaga y Elena Susaeta Barinaga.
El 7 de mayo de 2004 Verter Recycling solicita al Departamento de Ordenación del Territorio y Medio Ambiente del Gobierno Vasco autorización ambiental integrada para un Proyecto de vertedero de residuos no peligrosos ubicado en Eitzaga y adjunta los documentos  "Proyecto Básico de actividad de vertedero" y "Estudio de Impacto Ambiental"  ambos fechados en marzo de  2004. El 9 de agosto de ese año complementa la petición entregando un informe municipal relativo a la compatibilidad del proyecto con el planeamiento urbanístico de Zaldibar y el "Resumen No Técnico" fechado también en marzo. Tras un nuevo requerimiento de documentación por el  órgano ambiental el 23 de noviembre de 2004 y el 3 de agosto de 2005 se completa el expediente el 16 de marzo de 2006. 
El 22 de enero de 2007 Verter Recycling obtiene por resolución del departamento de Medio Ambiente del Gobierno Vasco declaración de impacto ambiental y  se le concede autorización ambiental integrada para el proyecto de vertedero de residuos no peligrosos. La autorización hace referencia a un vertedero emplazado en  la vaguada situada en el límite oriental del término municipal de Zaldívar, en la ladera del monte Montia, concretamente en los parajes conocidos como Altzola y Motatxo.
Las elecciones municipales del 27 de mayo de 2007 en Zaldívar asignan al PNV 4 concejales, al PSE-EE 3,  EA 3 y al Grupo Independiente 1. La Izquierda Abertzale, que anteriormente había concurrido con las denominaciones de "Herri Batasuna" y "Euskal Herritarrok" está ilegalizada y no se puede presentar. La alcaldía recae en la persona de  Idoia Mendiolagarai del PNV que firmará, el  6 de mayo de 2011, la licencia de actividad para Verter Recycling 2002 S.L. Dicha licencia había sido acordada por unanimidad en la Comisión de Gobierno a la cual no pudo asistir el representante de PSE-EE. Tras obtener la licencia de actividad la empresa empieza a funcionar.
El 22 de mayo de 2011, se celebran elecciones municipales a las cuales se presenta nuevamente la Izquierda Abertzale tras su legalización. El resultado de esas elecciones es de  Bildu (la nueva denominación de la Izquierda Abertzale) 6 concejales, PNV 2 concejales, PSE-EE 2 concejales y Partido popular]] (PP) 1 concejal. La alcaldía recae en  Arantza Baigorri de Bildu.
En septiembre de 2012 la empresa Einber Prevenalia realiza el  estudio de prevención de riesgos laborales. El 10 de noviembre de 2016 se formula el informe de impacto ambiental para la actividad de gestión de residuos no peligrosos (R5) por la directora de Administración Ambiental del gobierno vasco, que le autoriza a trabajar con residuos de amianto. Ya antes, en el 2013, había renovado el Permiso Ambiental Consolidado (IBI).
LA actividad de la empresa aumentó rápidamente, entre 2012 y 2013 se incrementó en un 45%, entre 2015 a 2016 en un 22% y entre 2017 y 2018 en un 42%. Un punto de inflexión en la recogida de residuos fue la renovación impacto ambiental  de 2016. En 2015 solicitó la expansión de área de depósito pero la solicitud fue denegada. 
Verter renovó el  dos veces, primero en 2013, que no se publicó en el Boletín Oficial del País Vasco, y nuevamente en 2016, cuando se publicó. Básicamente, obtuvo permiso para absorber más tipos de desechos, y también adquirió el poder de separar algunos desechos al renovar el IBI. Durante esos años, Ana Oregi (EAJ) de Éibar fue la Consejera de Medio Ambiente. Argia examinó el IBI de 2013 y encontró que el procesamiento del permiso requerido por la compañía para recolectar asbesto era irregular, y concluyó que el Gobierno no había tomado las medidas requeridas por la ley para otorgar dicho permiso.
En el año  2014 fue nombrado como "segundo mejor vertedero" de la comunidad autónoma y cuatro años después, en 2018, fue el que   más residuos recibió en Euskadi.  En 2016 por la Asociación de Desarrollo Económico para el bajo Deva "Debegesa" otorgó varios premios por su gestión de residuos. 
En el año 2005 la empresa gestionó un vertedero en Ceberio (Vizcaya).

### Liquidación de la empresa
El jueves 6 de febrero de 2020 se produce un grave incidente, se desmorona el vertedero cayendo sobre la autopista AP-8 y la carretera nacional N-634 produciendo los días posteriores, debido a los residuos acumulados y su posterior incendio, una grave crisis ambiental, que fue calificado como el mayor desastre ambiental en el País Vasco desde 1980. En el incidente pierden la vida los trabajadores Joaquín Beltrán y Alberto Sololuze, que se encontraban en aquel momento realizando sus tareas habituales en las instalaciones.
El Gobierno Vasco interviene y ejecuta obras de limpieza y consolidación de las instalaciones, así como la búsqueda de los restos mortales de los trabajadores desaparecidos, se hallan los de Alberto Sololuze pero no los de Joaquín Beltrán. Se producen denuncias y se abren procesos judiciales, impulsados por diferentes agrupaciones, organismos y administraciones públicas, por diferentes responsabilidades a los responsables de la empresa.
En enero de 2021 el Gobierno Vasco declarará que la empresa era responsable de los "daños significativos" de suelos y aguas y debía hacerse cargo de reparación de los daños medioambientales y que el tomara medidas cautelares para el cobro del coste de las diferentes actuaciones que realizó de urgencia a la vez que determinaba la exigencia a la empresa de la recuperación del terreno dañado por la actividad. 
En mayo de 2021 la consejera de Desarrollo Económico, Sostenibilidad y Medio Ambiente, Arantxa Tapia, manifiesta que el Gobierno Vasco actuó de modo subsidiario y que pusieron todos los medios, sin haber escatimado nada, a la vez que afirmaba que será la empresa Verter Recycling la encargada de finalizar las labores pendientes asumiendo Verter Recycling los gastos habidos y pendientes.
El 31 de agosto de 2021, 18 meses después del incidente, el Gobierno Vasco da por concluida su actuación en el vertedero con un coste más de 26 millones de euros a los que la Diputación de Vizcaya añade 3 millones de euros más para subsanar los desperfectos en la AP-8.
A principios de septiembre de 2021 las familias de los trabajadores fallecidos en el accidente, la fiscalía y los responsables del vertedero; el dueño, José Ignacio Barinaga; la gerente, Arrate Bilbao; y el ingeniero jefe, Juan Elosegui, acusados de dos homicidios imprudentes, llegaron a un acuerdo en el que reconocían la responsabilidad y aceptaban una condena de seis meses de prisión y el pago de indemnizaciones por el homicidio imprudente de los dos trabajadores.
El  29 de septiembre de 2021 el Registro Mercantil de Vizcaya publicó la disolución de la empresa y la entrada en liquidación de  Verter Recycling. En ese momento es director de la sociedad Arrate Bilbao Barinaga que junto a Elena Susaeta Barinaga, ambas sobrinas de José Ignacio Barinaga fundador de la empresa. A finales de octubre de 2021 el gobierno vasco reclama a la empresa 28,7 millones de euros en concepto de trabajos de prevención, evitación y reparación de daños medioambientales indicando que en caso de que la entidad no pueda hacer frente a ese paro por estar en liquidación lo deberán abonar sus responsables por ser los responsables subsidiarios. En esa cantidad no están incluidos los trabajos de   reparación de la autopista AP-8 que pertenece a la Diputación de Vizcaya y están valorados en unos 3 millones de euros.

## Datos del vertedero

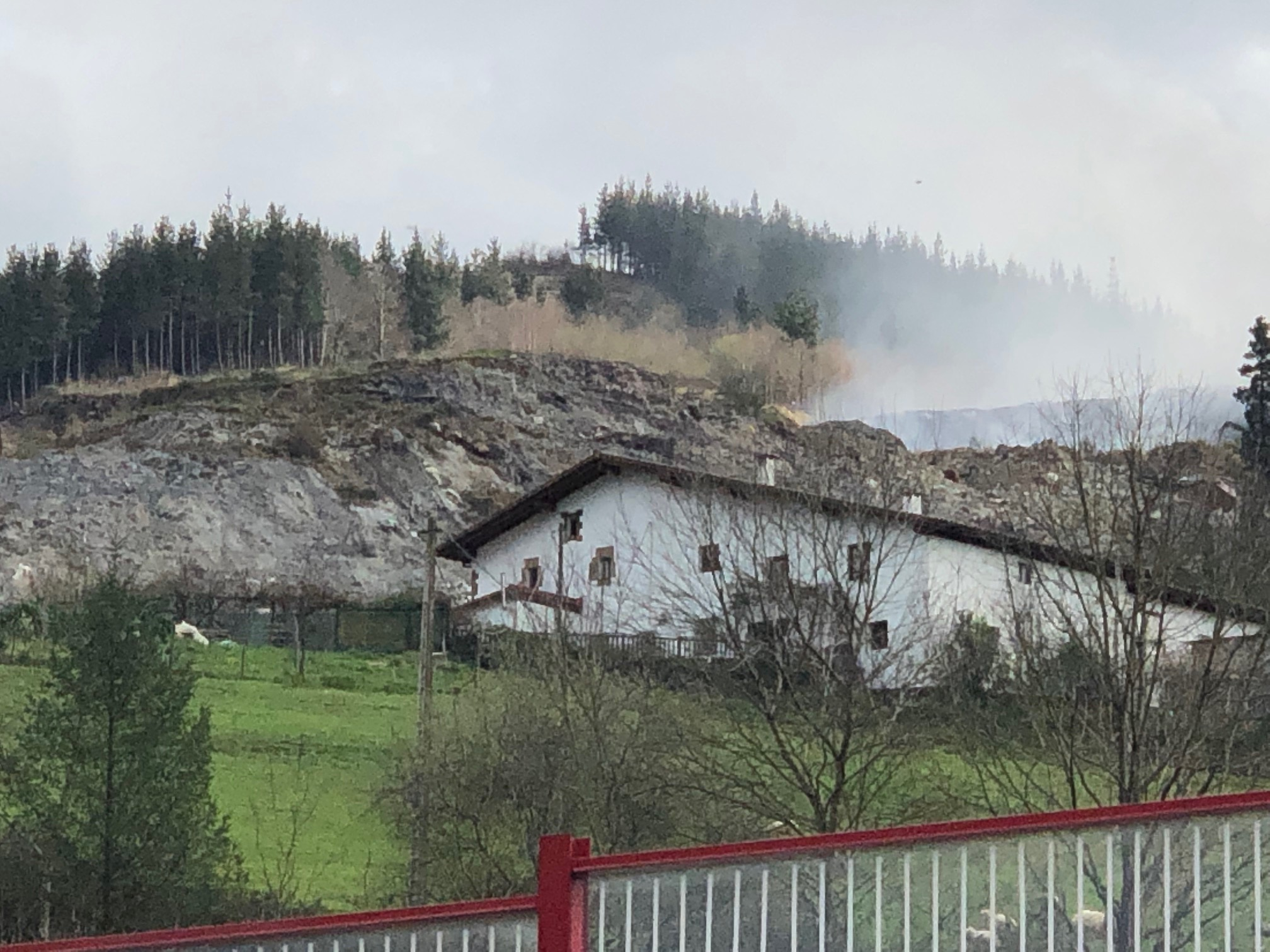
Vertedero de Zaldivar visto desde el barrio de Eizaga el 13 de febrero de 2020.

El vertedero de Verter Recycling 2002  tenía un vaso con una capacidad de 2.744.975 metros cúbicos de los cuales se habían ocupado  1,7 millones, un 75% de su capacidad. La vida útil estimada era de 35 años  con un promedio de vertido de 80.000 metros cúbicos anuales. Ocupaba una superficie de  137,259 metros cuadrados y una altura de 182 metros. La actividad desarrollada por la empresa, que  lo convirtió en el de mayor actividad de Euskadi, pronosticaban su saturación, y posterior cierre, para el año 2022 (13 años después de su puesta en marcha). La composición de los residuos depositados era la siguiente:
- 23% de tierras.
- 22% rechazos de plantas de valorización.
- 17% lodos papeleros.
- 13% escorias de acero y fundición.
- 10% de residuos de construcción y demolición de la obra.
- 0,57% de amianto (16.148 toneladas de las cuales 4.253 vertidas en 2019).

Los residuos de amianto debían de cumplir ciertos requisitos como formar parte del residuos de construcción y ubicarlos en celdas separadas y estancas.
Las instalaciones tenían dos accesos, uno por el barrio de Eitzaga, que no solía ser usado habitualmente, y otro, el principal por el barrio de Ibur Erreka, al lado del Complejo Educativo "Universidad Laboral" de Éibar.

### Trabajadores
Hasta el año 2011 las instalaciones contaban solamente con dos trabajadores asalariados. En 2012 la plantilla aumentó a cuatro y en 2015 aumentó a seis. Ese años también prestaron servicio cuatro trabajadores mediante empresas subcontratadas.

### Clientela
Verter Recycling 2002 tenía unos 700 clientes de los cuales 200 eran grandes empresas. Las empresas más relevantes eran:
- Papresa, de Rentería, que en 2018 supuso el 15% de los residuos vertidos.
- Productos Tubulares SAU, Trapagaran, dedicada a la producción de  tubos de acero.
- Cintas de Ubis.
- Esla Ballonti Excavaciones y Obras SL y Asotrans con la que Verter Recycling  había establecido una Unión Temporal de empresas: UTE Tubos.
- Obras SM.
- Garbigunes de Aia-Orio, Zarauz y Zumaia.
- Polígonos industriales de Urola-Costa.

### Finanzas
Verter Recycling 2002 tuvo una inversión inicial de 10.000.000 de euros. En 2009 Verter Recycling 2002 recibió un préstamo de 500.000 € del organismo de financiación vasco Luzaro (organismo de  colaboración público-privada creado para fortalecer, mediante la mejora de los capitales permanentes, la estructura financiera del tejido empresarial vasco para favorecer y facilitar su competitividad.) con el aval de gobierno vasco. Comenzó su actividad en mayo de 2011 y dos años después comenzó a distribuir dividendos.
Los balances de los periodos del 2012 al 2017  muestran que la compañía fue rentable proporcionando  ganancias netas y dividendos a los propietarios. El año 2013 distribuyó  202.883 euros y en 2014, 2015 y 2016, 405.768 euros. Para el año 2017 había liquidado sus deudas y obtenido un beneficio neto 8.570.000 €. Dado el ritmo de aumento de la tasa de llenado, un 43% más que en 2017, se estima que los beneficios obtenidos en los años 2018 y 2019 serían mucho mayores. La estimación del coste post-cierre, el destinado a  sellar,  cubrir, cerrar y ocultar los vertidos, estaba estimado en 8,35 millones de euros. En 2016 se retiró 1,8 millones de euros del fondo de capital y al año siguiente no se  distribuyeron dividendos., aunque había declarado unos beneficios de 1.744.876 euros.

## Propiedad
Los terrenos en los que se ubicaron las instalaciones de Verter Recycling 2002 estaban a nombre de la empresa Forpin S.L. dedicada a medidas topográficas, silvicultura y otras actividades forestales cuyos socios eran José Luis Aizpiri Lejardi y Juan Manuel Navarro Murga.
Verter Recycling 2002 S.L. la funda José Ignacio Barinaga Eguía junto con sus sobrinas  Elena Susaeta Barinaga y Arrate Bilbao Barinaga que mantienen el control de la empresa, aun cuando ha habido cambios en el accionariado hasta el año 2020. Desde la fundación de la empresa en el año 2004 José Ignacio Barinaga se mantuvo en la dirección hasta el año 2011 en que la asumió Arrate Bilbao. Los Barinaga tenían cada uno de ellos un 27.83% de las acciones.
La familia Barinaga  destaca por su actividad empresarial y hasta el año 2020 habían formado o formaban parte de los consejo de administración de al menos 60 empresas. José Ignacio Barinaga nació en el caserío Kondia, en cuyos terrenos se asienta el vertedero, en 1945, estudió en la escuela de Armería y con 20 años fundó su primera empresa, Construcciones Barinaga, ue se extendió con una importante red comercial. Su único hijo, Iñaki Barinaga, fundó la empresa Automóviles Kondia en 1982 en Éibar. Los negocios inmobiliarios y  de construcción, crecieron y se ampliaron con la llamada "burbuja de la construcción"  que se produjo en España a finales del siglo XX y principios del XXI. Barinaga diversificó sus actividades participando en hotelería, producción audiovisual y mobiliario. En el año 2010, debido a problemas con la salud de su hijo, trasnpasa la mayor parte de sus negocios a sus sobrinas, centrándose en Verter Recycling, aunque se mantiene en el consejo de dirección de al menos 22 empresas. Aunque él no ha tenido relación directa con partidos políticos, su Iñaki Barinaga Argoitia, fue presentado a las listas municipales de Zizurkil por el  PSE-EE. Se le ha vinculado con actividades en el sector de la prostitución con los clubes Borsalino, Zapai. También ha estado implicado en el gestiones irregulares de los vertederos Cayfer e Itziar.

## Ingeniería
El proyecto original presentado por Verter Recycling 2002 para obtener las licencias y permisos de apertura del vertedero fue realizado en el año 2004 por la empresa de ingeniería LKS Ingenierías, S. Coop perteneciente a la Corporación Mondragón. Dicho informe,  entre otras materias, analizaba el impacto ambiental de la instalación y diseccionaba su futuro funcionamiento. Tras recibir las autorizaciones y permisos pertinentes, la dirección de la empresa encarga a la ingeniería Geiser HPC un nuevo proyecto, que basado en el anterior, lo cambia en su  práctica totalidad. El nuevo planteamiento «optimiza» la obra y la futura «explotación y clausura» del vertedero, encargándose también de la «dirección facultativa de las obras» y de la «asistencia técnica» durante la explotación de la instalación, el compromiso de Geiser HPC con  Verter Recycling  estaba activo y vigente en febrero de 2020.

## Irregularidades e incidencias
El proyecto presentado por Verter Recycling 2002 al Gobierno Vasco para la gestión de los correspondientes permisos y licencias para su apertura, realizado por la empresa de ingeniería LKS Ingenierías, fue sustituido después de su la obtención de los permisos por otro realizado por la empresa Gesier HPC  que contenía modificaciones esenciales respecto al original. El  grupo ecologista Eguzki, algunos abogados especializados en urbanismo como José Ángel Esnaola y en el Colegio de Ingenieros de Caminos de Bilbao, manifestaron que si fuera así debería haber sido sometido a un nuevo proceso de aprobación administrativa y a un nuevo plazo de alegaciones por parte de la administración, cosa que no se hizo.
El ayuntamiento de Zaldívar no completo todos los trámites necesarios para su aprobación al no abrir un periodo de alegaciones y publicarlo en el Boletín Oficial de Vizcaya.
En 2012, el Departamento de Medio Ambiente del Gobierno Vasco abre un expediente administrativo sancionador a Verter Recycling por admitir 150 toneladas de tierras contaminadas con bifenilos policlorados (PCB) (elemento declarado cancerígeno desde 1986) en el año 2011 que provenían de la empresa de gestión de residuos peligrosos Hera Tratesa, de cuya resolución se impuso a Verter Recycling una multa de 33.000 €.
En el año 2017 se realizó un estudio topográfico en el que se detectaron deslizamientos de tierra. El estudio se repitió al año siguiente y de determinó que los deslizamientos eran horizontales y que no había  ningún peligro grave. En 2017 y en 2019 se produjeron incendios.
En 2019 se produjo un accidente al registrarse un desmoronamiento de un montón de residuos que sepultó a varios trabajadores, al no registrarse daños personales los propietarios no informaron de ello a la administración. En junio y julio de 2019 se realizan inspecciones rutinarias por parte del Departamento de Medio Ambiente del Gobierno en las que se detectan 23 irregularidades que comunican a la compañía para su resolución. En otoño de ese año Verter Recyclring encarga a una ingeniería un estudio sobre el vertedero en el que no se menciona el riesgo de deslizamientos de tierra y se señalan consejos para su mejor estabilización, prevenir mejor las fugas de lixiviados, cubrir los desechos y estabilizar las laderas.

### El desastre del 6 de febrero de 2020
El jueves 6 de febrero de 2020, en torno de las cuatro de la tarde se produce el desmoronamiento de vertedero que se precipitó ladera abajo arrastrando, junto a la basura y residuos comunicados  a dos trabajadores, Joaquín Beltrán y Alberto Sololuze, que se encontraban en aquel momento realizando sus tareas habituales en las instalaciones. El corrimiento cortó la autopista AP-8 y la carretera nacional N-364 produciendo los días posteriores, debido a los residuos acumulados y su posterior  incendio, una grave crisis ambiental, que fue calificado como el mayor desastre ambiental en el País Vasco desde 1980.
Los trabajos de rescate de los trabajadores desaparecidos así como de los ocupantes de los vehículos que se creía podían haber quedado atrapados bajo los escombros  comenzó de inmediato prolongandose por la noche hasta que a la una y media de la madrugada quedaron suspendidos a detectarse, entre los residuos restos de amianto. 
Se estima que se desplazaron unos 750.000 metros cúbicos de desechos que recorrieron uno 330 metros de longitud en una franja de 160 de ancho ocupando una superficie de 2.780 metros cuadrados. De las diez personas que se encontraban en aquel momento en las instalaciones, ocho salieron ilesas y dos, Joaquín Beltrán y Alberto Sololuze, fueron arrastrados perdiéndose entre los escombros quedando desaparecidos. El 17 de agosto de 2020 aparecen restos humanos que, tras las pruebas pertinentes, se determina que son de Alberto Sololuze. El 14 de mayo de 2021 el gobierno vasco hace pública la decisión de suspender la búsqueda de los restos de Joaquín Beltrán, comunicándoselo el Lehendakari Iñigo Urkullu a la familia. Los responsables de la búsqueda estimaron que el cuerpo, muy posiblemente, se haya descompuesto  por los efectos del accidente y el tiempo transcurrido entre las toneladas de residuos acumulados. Ese mismo día el gobierno vasco anunciaba también el fin de los trabajos de estabilización y sellado del vertedero que venía realizando desde el incidente indicando que sería la empresa propietaria la encargada de finalizar las labores y que debe asumir los gastos ocasionados.
La autopista AP-8 quedó bloqueada en ambos sentidos a igual que la carretera N-634 que en ese punto está en paralelo con la autopista. Acudieron al rescate, se temía que hubiese vehículos atrapados bajo la tierra, vecinos de Ermua en un primer momento hasta que llegaron los bomberos de la Diputación de Vizcaya, agentes de Protección Civil y ertzaintza (policía autonómica vasca), llegando a unas 45 personas en total. Las labores de rescate y limpieza de las vías de comunicación se interrumpieron a la 1:30 al encontrarse amianto entre los escombros tras un informe de la agencia de seguridad laboral de OSALAN. El personal de rescate no contaba, al no haber sido avisados previamente, con equipos de protección para este tipo de material por lo que no pudieron seguir las labores hasta que a las 03:00 de la mañana  una empresa de Sopelana (Vizcaya), autorizada a trabajar con amianto, continuó con la limpieza de las vías abriendo la carretera y uno de los sentidos de la autopista hacia las 7 de la mañana del día 7.
Desde semanas antes de producirse los hechos  Joaquín Beltrán advertía a la compañía que había que reducir la tasa de abastecimiento del vertedero y que debían incluirse capas de tierra entre los desechos. El de enero Verter Recycling envía a la administración un "estudio de estabilidad" firmado por la empresa Lurtek que concluía que el vertedero "era estable con la configuración actual". Dos días antes les advirtió que la montaña de basura se estaba agrietando  y que había que detener el vertido de residuos. El La empresa le dijo que haría un análisis topográfico que encargó a la empresa Infotop la cual  hizo una prueba el 5 de febrero, estableciendo testigos y confirmando que los restos se movían. La tarde del 6 de febrero, cuando comenzó deslizamiento de tierra, Joaquín dejó la excavadora antes de quedar atrapado, dijo a su plantilla que se fuera corriendo y llamó a  su sobrino, que se encontraba en otro sector del vertedero.
Verter Recycling tenía licencia para el tratamiento de residuos de amianto y el  Departamento de Medio Ambiente del Gobierno certifica que cumplía con la normativa europea. La empresa había recibido entre 2017 y 2020  10.000 toneladas de residuos de amianto, de ellas 4.235 el año 2019 y no se procedió a separar el amianto de los otros desechos. Una auditoría realizada por la empresa británica Ricardo Energy & Environment por encargo del Departamento de Medio Ambiente del gobierno vasco en abril y cuyo informe fue publicado en septiembre, concluye que las condiciones fijadas a Verter en la autorización ambiental que le fue concedida en el 2007 como el seguimiento y control por parte del Departamento de Medio Ambiente se ajustó a las directivas europeas que regulan estas instalaciones y al resto de normativa aplicable, aunque las condiciones de la Autorización Ambiental "se deterioraron en 2019". Dice también que  la autorización ambiental concedida a Verter para Zaldibar cumple con todos los requerimientos legales, aunque se debería de haber fijado requisitos para el "uso eficiente de la energía" y unos límites más precisos para las "emisiones difusas de contaminantes" destinados a evitar la emisión de polvo al aire. Se señala que  el Plan de Inspección y Control no dispone de un registro que detalle cuáles son las empresas sometidas al Plan, lo que califica de "no conformidad de tipo menor". Ricardo Energy & Environment aprecia que las inspecciones realizadas están bien estructuradas y son minuciosas, y que los incumplimientos identificados tuvieron un seguimiento adecuado por parte de la Administración Ambiental con la empresa operadora del vertedero.
En la mañana del 8 de febrero se produjo un incendio de forma espontánea atribuido al gas  metano producido por los desechos que tardó varios días en poderse controlar y género una contaminación por dioxinas que llevó a las  se autoridades a decretar las suspensión de actividades al aire libre en los municipios de Éibar y Ermua, alcanzando a una población de aproximadamente 50.000 personas, que se vieron obligadas a permanecer en sus casas. 
La gestión de la catástrofe provocada por el deslizamiento y derrumbe del vertedero fue muy deficiente y criticada por los partidos de la oposición y diferentes agentes sociales. En los primeros momentos se hizo hincapié  en el corte de la autopista y de carretera nacional sin dar información alguna sobre la empresa propietaria y gestora de las instalaciones, alegando desde las diferentes administraciones y medios de comunicación que el vertedero estaba gestionado por una empresa privada sin que se supiera cual era. Después, tras salir a la luz el nombre de la empresa, se centró la polémica en el amianto allí almacenado y los permisos dados para ello.  El no prevenir a los servicios de rescate de la los materiales tóxicos allí almacenado, como el amianto, así como el no interesarse por los trabajadores fallecidos hasta varios días después, todo ellos producido en un contexto preelectoral, había elecciones al parlamento vasco  al mes siguiente, las contradicciones en las informaciones sobre la contaminación por dioxinas y la ubicación tan próxima de la instalación a los núcleos urbano de Éibar y Ermua así como el secretismo en la que se desarrolló la actividad durante el tiempo de explotación crearon un intenso mal estar en la ciudadanía de las poblaciones afectadas.

#### Las detenciones
El martes 22 de julio de 2020 son detenidos Luis Barinaga, propietario de la empresa; Arrate Bilbao,  la administradora única y Juan Echevarria, el director técnico del vertedero. Por la causa abierta por supuestos delitos contra los derechos de los trabajadores y contra el medio ambiente, al hallar indicio de criminalidad en la gestión del mismo, pasando a disposición judicial al día siguiente.  La consejería de Medio Ambiente del gobierno vasco, en un informe mandado a la fiscalía, indica que la empresa reconoce que días antes de producirse el colapso de la escombrera habían tenido conocimiento de la aparición de algunas grietas en la misma, sin que se detuvieran los trabajos de descarga de residuos.  La detención fue calificada por la empresa como ilegal mientras que la ertzaintza aseguraba que actuaba como policía judicial a las órdenes del juzgado de Durango que dirigía la investigación quien a su vez, en declaraciones de la jueza Sofía María Sánchez Ortega responsable del caso, decía que  "la operación se enmarca, exclusivamente, dentro del ámbito policial". El viernes 24 son puestos en libertad provisional, con medidas cautelares, se les retiró el pasaporte y se les impuso la obligación de comparecer en los juzgados una vez al mes.
Las investigaciones llevadas a cabo por la Ertzaintza y la consejería de Medio Ambiente apreciaban la posible comisión de dos delitos, uno contra los recursos naturales y el medio ambiente y otro contra los derechos de los trabajadores.
La magistrada del Juzgado de Durango que instruía el caso imputó a los tres responsables de Verter Recycling un delito de homicidio imprudente alegando que conocían la situación del vertedero y, a pesar de ello, "no se adoptó ninguna medida de seguridad, ni se paró la actividad". En el auto de imputación se afirmaba que el trabajador Joaquín Beltrán "vio las grietas y avisó a los responsables", por lo que la empresa pidió un informe topográfico que el mismo día de los hechos, mediante correo electrónico, comunicó al ingeniero de Verter Recycling que  existían "grietas y un escalón de 20 cm" sin que los responsables suspendieran la  actividad.

#### Inspecciones
Desde su puesta en funcionamiento el vertedero había recibido siete inspecciones del departamento de Medio Ambiente del  gobierno vasco. la primera de ellas fue antes de su apertura en 2011, en 2013, 2014, 2017 y 2019 recibió inspecciones de monitoreo regular y en 2014 y 2016 controles especiales. la metodología de las inspecciones está regulada y sigue un procedimiento basado en el uso de la IKS-eeM Euskadi, una herramienta informática de gestión medioambiental mediante la cual se  declaran la naturaleza y la cantidad de los desechos vertidos, luego el vertedero hace una declaración paralela y los inspectores de ala administración verificar que las dos declaraciones sean consistentes, se toman, además muestras de camiones y se conservan los resultados.
En agosto de 2019 se realizó la última inspección antes del desastre  y en ella se hallaron diferentes deficiencias que se iban a  concretar en un expediente sancionador que llegó al despacho de Iñaki Arriola, consejero de Medio Ambiente, el 14 de febrero, 8 días después del incidente. En ese informe no se había hallado evidencia alguna que pudiera derivar en fisuras, grietas o en un peligro de deslizamiento. Se determinaron 18 incumplimientos (según otras fuentes 23) como problemas con los gases generados o de sellado de zonas ya colmatadas, ninguna de las deficiencias señaladas era significativa o severa. Tras el suceso se elaboró  un segundo expediente "por el deslizamiento".
Para poder poner en marcha las instalaciones la compañía debió cumplir ciertas condiciones (según el Decreto 49/2009, firmado por la consejera de EA, Esther Larrañaga): deben estar alejado de las áreas urbanas, tener un vaso  impermeables, un estudio hidrogeológico y una Declaración de Impacto Ambiental. Los responsables de certificar que dichas condiciones se cumplen son la Agencia Vasca del Agua URA y el departamento de Medio Ambiente del gobierno vasco. Una vez al año, la empresa debe realizar varios informes de auditoría sobre aguas y sobre el estado de la infraestructura para prevenir grietas o derrumbes.
En el caso de Verter Recycling 2002 hay evidencia de varias irregularidades que no fueron puestas en manifiesto en las inspecciones; la primera de ellas era  la falta de sellado de los vertidos, en Verter recycling había mucho más superficie sin sellar que la  hectárea que fija la ley. La empresa tenía dos Autorizaciones Ambientales Integradas, que marca los límites del sellado. En el primero de ellos el gobierno vasco da carta blanca a la empresa mientras que el segundo no se ha hecho público. La falta del sellado se justifica con la necesidad de diluir los lixiviados al tener estos niveles altos de ciertas sustancia peligrosas. La segunda las deficiencias en el registro de materiales vertidos que debe de hacerse mediante la herramienta informática IKS-eeM. En esa herramienta se inscribe el tipo de residuo vertido mediante el código LER (Lista Europea de Residuos), el origen del mismo, los datos del transporte (matrícula y datos del conductor), así como la fecha. Todos los datos quedan registrados por la administración. Cualquier desviación de lo allí vertido con lo registrado apunta a una deficiencia de la administración que debe velar por el cumplimiento. El control de la estabilidad del montón de residuos para lo que se debe tener contratada una empresa topográfica tiene que visitar el lugar para comprobar si se dan movimientos y de qué tipo, la estabilidad que tiene etc. Hay ciertos rumores que afirman que el vertedero no disponía de inclinómetros.

#### Informes técnicos sobre el incidente
Se realizaron varios informes técnicos sobre las causas que causaron el corrimiento de los residuos. El Centro de Estudios y Experimentación de Obras Públicas (Cedex), dependiente del Ministerio de Fomento de España, señala el agua acumulada en el vaso de la instalación como  una de las causas relevantes del derrumbe de la montaña de escombros. La acumulación de agua se debió al uso inapropiado de materiales de aislamiento, que no correspondían con los que se había especificado en el proyecto presentado y aprobado por la administración competente. Según este informe las humedades ganaron terreno y facilitaron el fatal deslizamiento de las diferentes capas de tierra donde se acumulaban los residuos compactados.
La Universidad Politécnica de Barcelona junto a la Universidad de Cantabria realizó un informe publicado en 2021 que señalaban la misma causa. En el informe se indicaba que la empresa había modificado en el 2008 el proyecto del vertedero y en lugar de utilizar  utilizar "geotextil texturizado" en ambos lados de la capa protectora e impermeabilizante para "contener la rozadura" y que los residuos estén "más sujetos al suelo", como establece la legislación, Verter Recycling utilizó, en las fases 1 y 2 este tipo de material solo en una de las partes y el la  última etapa se empleó geotextil liso en ambos lados.

### Acuerdo con los familiares de los fallecidos
A principios del mes de septiembre de 2021 los responsables de la empresa; el dueño, José Ignacio Barinaga; la gerente, Arrate Bilbao; y el ingeniero jefe, Juan Elosegui, acusados de dos homicidios por imprudencia grave y un delito contra la seguridad de los trabajadores, aceptan, previo acuerdo con los familiares de los trabajadores fallecidos y la fiscalía, una condena de seis meses de prisión y el pago de indemnizaciones  por el homicidio imprudente de  dos trabajadores. El acuerdo no interfiere en la segunda causa judicial que los responsables de Verter Recycling mantiene abierta por delitos medioambientales.
El Gobierno Vasco da por finalizadas las labores  consolidación y búsqueda del trabajador desaparecido, Joaquín Beltrán, y dicta que la empresa debe hacerse cargo de la recuperación medioambiental de los terrenos dañadas por el vertedero. El  29 de septiembre de 2021 el Registro Mercantil de Vizcaya publicó la disolución de la empresa y la entrada en liquidación de la misma.